# Морнаричка академија у Ријеци
Морнаричка академија у Ријеци или у оригиналу (нем.K. u. k. Marine-Akademie, хр. Carska i kraljevska mornarička akademija) је била поморска школа за обуку подофицира и официра за потребе аустроугарске морнарице. Ова Академија је непрекидно обучавала помореце од 1866. до почетка Великог рата 1914. године.

## Историја
Значајнија организација школовања поморскога кадра у европским поморским земљама започела је у 18. веку, када је Велика Британија већ је у првој половини 18. века организовала школовање сопственог војно-поморског кадар. Потом и Француска и Италији оснивају поморске установе за школовање официра ратне морнарице, односно само настављају школовања већ раније школованог морнаричкога кадра у другим школама нижег ранга. 

### Предуслови
Млетачка република основала је 1774. у Венецији поморску школу, али је њен рад убрзо прекинут распадом Млетачке републике. Школовање официра настављено је под Аустријским царством у Венецији 1802. године у ноовооснованој Поморској кадетској школи (Cesarea regia scuola dei cadetti di marina). Иако је Школа је била добро организована она је била слабијега програма наставе, јер су у њој превладавали курсеви из математике и наутике. Без обзира на квалитет ове школе она је означила почетак компетентнога школовања подофиицирског и официрског кадра на простору севернога Јадрана. Због губитка приморских поседа у Наполеоновим ратовима, школа некада под Аустријским царством је затворена 1805. године.
Морнаричко образовање поновно је успостављено 1815. године након оснивања Морнаричког колеџа (K. k. Marine-Collegium). Када је током 1820. године извршена реорганизација морнарице назив Морнарички колеџ је промењен у Морнарички кадетски колеџ (K. k. Marine-Cadetten-Collegium). 

### Оснивање Морнаричког академије у Трсту
Бројна превирања на простору Италије с краја 1840-тих, утицала су на то да Пула постане главна ратна лука, уместо Венеције. У склопу ове одлуке, а из стратешких разлога, 1848. године, пресељен је и Морнарички колеџ из Венеције у Трст у коме сада ради под новим називом - Тршћански поморски кадетски колеџ (K. k. Triester Marine-Cadetten-Collegium). У овом колеџу настава је значајно побољшана, увођењем у наставу бројне техничке и наутичке садржаје. 
Реорганизацију наставе у Тршћанском поморском кадетском колеџу спровео је 1850-их управник Aleksander Mühlwerther, који се изборио за статусно изједначавање овог колеџа с војним академијама у Бечком Новом Месту и Бечу. Након реорганизације обуке Тршћански поморски кадетски колеџ је 1852. године преименован у Морнаричку академију (K. k. Marine-Akademie), а од 1867. године у  K. u. k. Marine-Akademie), Академија је након ових промена била подређена Врховном војној команди.

### Пресељење Академије у Ријеку
Због изградње тршћанске железничке станице, након краћег трагања за новом локацијом, донета је одлука да се Академија пресели у Ријеку. 
Камен темељац за зграду Академије у Ријеци свечано је постављен 1856. на земљишту породице Ciotto, а међу званицама били су надвојвода Фердинанд Максимилијан (1832−1867) и тадашњи ријечки гувернер Јосип Јелачић (1801−1859). 
Академија је свечано отворена 3. октобра 1857. године, Настава се одржавала тек једну годину, када је надвојвода Фердинанд Максимилијан, с намером да се образовање више усмери ка практичном, издвојио одржавање наутичких и других практичних предмета на ратним бродовима, док се теоријски део наставе одржавао у школи. 
Од 1858. године настава се одржавала у унајмљеној згради у Барцолију поред Трста на фрегати Белона, а од 1860. до 1866. године на фрегати Венус. 
Од 1860. управници школе више нису носили овај назив, већ назив команданти, а чинили су их махом високи морнарички официри, капетани бојних бродова и контраадмирали. 
Академија је имала и поморску библиотека., односно Царско-краљевску морнаричку библиотеку, са изузетно богатим фондом опште, техничке и специфичне стручне литературе из војних дисциплина. Она је била организована за потребе високо професионалне обуке морнаричког особља, и играла је веома важну улогу у морнарици и Академији у Ријеци.
Од 1866. Академија коначно прелази у Ријеку и у њој делује у континуитету до 1914. године, када је током Великог рата пресељена у Беч.

### Опште информације о Академији
Колеџи
Школовање се састојало од 31 колеџа у трајању од четири године. 
| Стручни колеџи | Општи колеџи                                                                                               | Колеџи личних вештина                                                                       |
| --- | --- | ------------------------------------------------------------------------------------------- |
| - Математика, - Физика, - Механика, - Практична (примењена) геометрија, - Елементи диференцијалног и интегралног рачуна, - Аналитичка геометрија, - Парне машине, - Бродоградња, - Наутика, - Метеорологија, - Физика мора и др. | - Поморско право, - Бродска администрација, - Поморска тактика, - Историја, - Наука о природи - Географија | - Лично наоружање, - Мачевање, - Пливање, - Плес, - Певање, - Свирање, - Друштвено опхођење |

У завршноме делу школовања, везано уз истраживање мора и метеоролошка мерења, настава се изводила у сарадњи са Хидрографским заводом у Пули (Hydrographisches Amt der K. u. k. Kriegsmarine), Морнаричком библиотеком у Пули (К. у. к. Марине-Библиотхек), и Морнаричком звездарницом у Пули(K. u. k. Marine-Bibliothek), у којој је радило више Академијиних професора. 
Наставни план
Наставни план, је био обимана за четири године школовања, тако да је 1868. године вицеадмирал Wilhelm von Tegetthoff (1827−1871), школски је програм ускладио са програмом више реалне школе. Настава се одржавала на немачком језику, а од осталих језика питомци су учили италијански, француски, енглески и илирски (од 1899. српско-хрватски) језик. 
Оснивањем Морнаричко-техничкога одбора у Пули 1885. године (K. u. k. Marine-technisches Komitee), као научно-техничке установе Морнаричког одсека при Министарству рата у Бечу, Академија је заједно с Морнаричком библиотеком и Хидрографским заводом постала ослонац за изградњу ратне флоте. 
Смештајни услови
Простори Академије (учионице, вежбалишта, спаваонице, рекреативни простори и др.), испуњавали су све потребе услове, а постојала је и мала лука.
Наставнички кадар
Наставници Академије, претежно контраадмирали и адмирали, били су врсни стручњаци али и научници:
- Ferdinand Attlmayr (1839−1926) био је дугогодишњи професор нацртне геометрије, хидрографије и картографије, а иноватор неколико уређаја за хидрографска мерења, међу којима и инструмента за мерење струјања помоћу магнетске игле.
- Emil Stahlberger (1829−1906) врстан стручњак у области ратнога права и стратегије,
- Emil Stahlberger (преминуо 1875) стручњак за мерења плиме и осеке ријечког подручја и температуре, салинитета и садржаја гасова у Јадранском мору.
- Josef Koettstorfer (1835−1910) који се бавио изучавањем хемијски хсастав воде и масти, а посебан допринос остварио је и бактериолошким испитивањем квалитете воде ријечких бунара.
- Peter Salcher , професор механике и физике, био је руководилац Академијине метеоролошке станице, који је током истраживања експериментално доказао теорију ударнога таласа Ернста Маха.

Старосна граница кадета за упис на Академију
У почетку су Академију уписивали кадети у доби од 12 до 15 година. Развојем цивилнога основног школства, старосна граница је подигнута на 15 година, па су се могли уписати ученици са завршеном нижом гимназијом, али и они са већ завршеном вишом реалном школом. 
Распоређивање кадета на службу
Након завршетка школовања, кадети су се распоређивали претежно на службу бродских подофицира и млађих официра, а зависно од потреба војнопоморске делатности могли су напредовати до рада у министарствима у Бечу и њиховим одељењима широм Аустрогарске монархије. Академија је попуњавана кадетима са целога подручја Аустоугарске, па тако и са Хрватима из Приморја и Далмације.

## Издавачка делатност Академије
Професори Академије, уз објављивање радова у Морнаричком часопису у Пули и издањима бечке Академије наука, аутори су бројних стручних монографија и уџбеника, од којих су значајнији: 
- Техничко цртање (Das Technischer Zeichen, E. Mayer, 1866),
- Основе практичне геометрије (Grundzüge der praktischen Geometrie, E. Mayer, 1871),
- Плима и осека у Ријечком заливу (Die Ebbe und Fluth in den Rhede von Fiume, E. Stahlberger, 1874),
- Елементи теоријске механике (Elemente der teoretischen Mechanik, P. Salcher i C. Gerold,  1881),
- Приручник из океанографије и поморске метеорологије (Handbuch der Ozeanographie und maritimen Meteorologie, F. Attlmayr, 1883),
- Основе океанографије и поморске метеорологије (Grundzüge der Ozeanographie und maritimen Meteorologie, A. Haus, 1891),
- Историја Морнаричке академије (Geschichte der k. u. k. Marine-Akademie, P. Salcher, 1902) и др.

## Значај Академије за Ријеку
Захваљујући високом квалитету наставе, Академија се може сматрати првом техничком високошколском установом на подручју Истре и данашње Хрватске. Педесет године рада Академије знатно је утицао и на развој града Ријеке, који је пратило утростручење броја становника, и развој друштвеног и културног живота. 
Процењује се да је на ријечкој Академији, образовано око хиљаду кадета, од којих стотинак с подручја данашње Хрватске, претежно из приобаља. Неки од њих били су контраадмирали и адмирали. Кадет Академије био је и адмирал Антон Хаус (1851−1917), пореклом Словенац, морнарички официр у Пули, који је 1916. произведен у чин великог адмирала аустријске ратне морнарице, чин који је у Монархији додељен једином и то њему.
Професори Академије популарним предавањима ширили су сазнања о светским достигнућима и били међу првим оснивачима и активним члановима Клуба природних наука (Club di scienze naturali). 
Академија у Ријеци за собом је оставила темеље, на којима су касније основане Виша поморска школа у Ријеци (касније и Поморски факултет у Ријеци) 1949. године, Стројарски факултет (данас Технички факултет) 1960. године, и други факултети,чиме је започело школовање сопственог факултетски образованог инжењерског кадра.